# Uniecza
Uniecza (ros. Унеча) – miasto w Rosji w obwodzie briańskim, liczące około 24 tys. mieszkańców, nad Unieczą. Stolica rejonu unieckiego.

## Historia
Za moment powstania miasta uznaje się utworzenie stacji kolejowej Uniecza na poleskiej linii kolejowej w 1887 r., w związku z budową połączenia kolejowego z Homla do Briańska. Osada w tym miejscu mogła jednak istnieć już wcześniej, z 1770 r. pochodzi dokument, który wymienia chutor Unieczskaja Rudnia należącą do kozackiego pułku starodubskiego i wskazuje, że została ona darowana przez Katarzynę II hrabiemu Rumiancewowi. W 1773 r. osada ta została przyłączona do wsi Czertowiczi. Po dziesięciu latach od powstania stacji kolejowej Uniecza żyły przy niej tylko 82 osoby, w 1900 r. osada liczyła 250 mieszkańców, pięć lat później – ok. 360 osób, zaś w 1917 r. – 700 osób. 
Podczas wojny domowej w Rosji w Unieczy formowane były pułki, które weszły następnie w skład 1 Ukraińskiej Dywizji Radzieckiej: Pułk Bohuński Mykoły Szczorsa oraz Pułk Taraszczański Wasyla Bożenki. Również w 1918 r. w miejscowości odbył się mityng, na którym zrewoltowani żołnierze niemieccy oznajmili, iż wycofują się z walki z Rosją Radziecką, co pozwoliło czerwonym w marcu 1918 r. przejąć kontrolę nad ziemią briańską.
Stacja i osada rozwinęły się szybko w ZSRR, w miarę rozbudowy linii kolejowych. Po 1926 r. w miejscowości odnotowano 4625 mieszkańców. W 1929 r., po otwarciu połączenia Orsza-Uniecza-Chutor-Michajłowski, Uniecza stała się ważnym węzłem towarowym. W 1940 r. Uniecza otrzymała prawa miejskie.
Uniecza pozostawała pod niemiecką okupacją od sierpnia 1941 r. do września 1943 r.
Na początku XXI w. w mieście żyło 24 tys. mieszkańców.
W mieście znajduje się pomnik upamiętniający wyzwolenie Unieczy w 1943 r. (czołg T-34 na postumencie) oraz pomnik Szczorsa. Czynna jest cerkiew Zwiastowania, wzniesiona w latach 1991–1998.